# Kaple svaté Anny (Stará Lipka)
Kaple svaté Anny je římskokatolická kaple ve Staré Lipce, místní části Lipky, která patří pod město Vimperk v okrese Prachatice
.

## Bohoslužby
Dříve se v kapli konaly mše při příležitosti svátku patronky kaple.